# Erebia ytansiens
Erebia ytansiens är en fjärilsart som beskrevs av Diószeghy 1935. Erebia ytansiens ingår i släktet Erebia och familjen praktfjärilar. Inga underarter finns listade i Catalogue of Life.